# Antoine Eugène Genoud
Antoine Eugène Genoud, känd som abbé de Genoude, född 1792 i Montélimar, död 1849 i Hyères, var en fransk publicist.
Genoud studerade teologi, ägnade sig från 1817 åt tidningspressen, uppsatte 1821 tidningen "L’étoile", adlades 1822, då han förändrade sitt namn till de Genoude. Han övertog 1823 "Gazette de France", där han, som vän till Lamennais, förfäktade den allmänna rösträtten och demokratin jämte legitimismen. Genoud lät prästviga sig 1836. År 1846 blev han medlem av deputeradekammaren. Han utgav bland annat en bibelöversättning (1820-24, flera upplagor), en översättning av kyrkofäderna (Les pères de l'église, 9 band, 1837-43) samt La raison du christianisme (1834-35, flera upplagor), den kompilatoriska Histoire de France (23 band, 1844-48) med flera arbeten.